# 三斑新鱗鮋
三斑新鱗鮋，為輻鰭魚綱鮋形目鮋亞目真裸皮鮋科的其中一種，為熱帶海水魚，分布於西太平洋南中國海、澳洲、新喀里多尼亞海域，棲息深度203-225公尺，體長可達81公分，棲息在大陸棚，生活習性不明，具有毒性。

## 扩展阅读
維基物種上的相關：三斑新鱗鮋